# Distrikt Caracoto
Der Distrikt Caracoto liegt in der Provinz San Román in der Region Puno im Süden Perus. 

## Geographische Lage
Der Distrikt Caracoto liegt im äußersten Südosten der Provinz San Román, knapp 6 km vom Nordwestufer des Titicacasees entfernt. Er besitzt eine Fläche von 277 km². Beim Zensus 2017 wurden 7119 Einwohner gezählt, 1993 lag die Einwohnerzahl bei 6926, im Jahr 2007 bei 6058. 
Der Distrikt Caracoto grenzt im Westen an den Distrikt Cabana, im Nordwesten an die Distrikte Juliaca und San Miguel, im Nordosten an den Distrikt Pusi (Provinz Huancané), im Südosten an die Distrikte Coata und Huata sowie im Südwesten an den Distrikt Atuncolla (die drei zuletzt genannten Distrikte gehören zur Provinz Puno).

## Verwaltung
Der Distrikt entstand in den Gründungsjahren der Republik Peru. Sitz der Distriktverwaltung ist die 3825 m hoch gelegene Ortschaft Caracoto mit 1197 Einwohnern (Stand 2017). Caracoto befindet sich 9 km südsüdöstlich der Provinzhauptstadt Juliaca.

## Verkehr
Durch den Distrikt führt die Bahnstrecke Cusco–Puno. Die Provinzhauptstadt Caracoto hat einen Bahnhof an der Strecke. Allerdings ist der öffentliche Personenverkehr eingestellt.